# دلار (فیلم ۱۹۷۱)
فیلم $ یا دلار (در انگلستان: سرقت) از نوع فیلم‌های کریپ (crape) است که توسط کلمبیا پیکچرز منتشر گردید. بخش‌هایی از این فیلم در شهر هامبورگ آلمان فیلمبرداری شد. این فیلم در سال ۲۰۰۸ به صورت دی وی دی عرضه گردید.